# Вільямор-де-лос-Ескудерос
Вільямор-де-лос-Ескудерос (ісп. Villamor de los Escuderos) — муніципалітет в Іспанії, у складі автономної спільноти Кастилія-і-Леон, у провінції Самора. Населення — 481 особа (2010).
Муніципалітет розташований на відстані близько 180 км на північний захід від Мадрида, 31 км на південний схід від Самори.

## Демографія
Динаміка населення (INE ):